# Kostel svatého Mikuláše (Horní Stropnice)
Kostel svatého Mikuláše (Horní Stropnice), původně sv. Jiljí, v Horní Stropnici pochází ze začátku 13. století a byl vystavěn původně v románském slohu. Roku 1486 byl společně s obcí vypálen a hlavní loď byla přestavěna v gotickém slohu (1486–1510), kdy byla chrámová loď sklenuta síťovou klenbou na třech párech pilířů jako trojlodí. Následovalo doplnění renesančního vchodu a barokní sakristie. Celková koncepce kostela však zůstala románská. Z románské doby pochází věž mezi presbytářem a chrámovým trojlodím, kruchta a obvodové zdivo lodi. Nároží věže a lodi jsou armovány tesanými žulovými kvádry. Ve zdi věže se dochovala dvě románsko–gotická podvojná okénka. 
V 90. letech 20. století prošel důkladnou opravou.
Odchylka osy kostela od směru východ-západ činí 3,88°.

## Zařízení kostela
Hlavní oltář je rané barokní z roku 1649. Žulová křtitelnice je z konce 15. století.

### Zvony
- Gotický zvon má průměr 83 cm a výšku (s ušima) 77 cm, je na něm nápis gotickým písmem s letopočtem 1513; na plášti zvonu je reliéf světce.
- Malý zvon z roku 1923 (zvonař Rudoilf Perner, České Budějovice) má průměr 47 cm, výšku 37 cm.
- Dále jsou ve zvonovém patru věže tři nové zvony z roku 1997.[3]